# Pago sin contacto

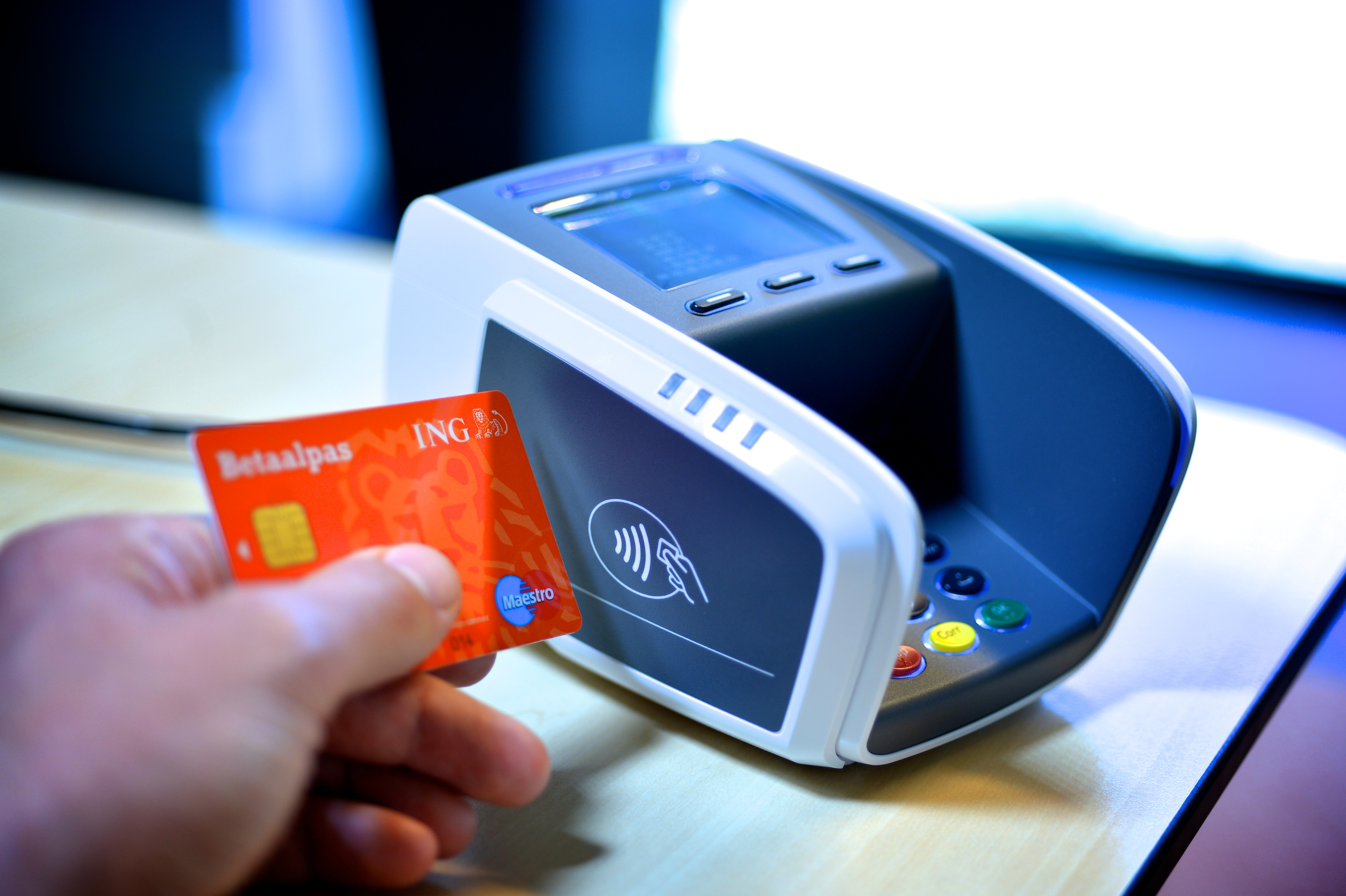
pago sin contacto

Un sistema de pago sin contacto es aquel que permite pagar una compra mediante tecnologías de identificación por radiofrecuencia incorporadas en tarjetas de crédito o débito, llaveros, tarjetas inteligentes, teléfonos móviles (pago móvil) u otros dispositivos. 
El chip y la antena incorporados permiten a los consumidores pagar una transacción acercando el dispositivo a un lector del terminal punto de venta, mediante un chip NFC (Near Field Communications por sus siglas en inglés). De esta manera, no es necesario leer el dispositivo de forma física a través de una ranura de lectura. 
Bajo el paraguas de los pagos sin contacto, la EMV (Europay Mastercard Visa) ha autorizado como tecnologías mayoritarias la identificación por radiofrecuencia —habitualmente anunciado como contactless en tarjetas y datáfonos— y la tecnología NFC. Dentro de dicho estándar, y con el objetivo de favorecer su uso, se han definido tasas de intercambio específicas para estos medios de pago y se ha eliminado la obligatoriedad de validar el código PIN en pagos de importe inferior a 20 €.
Algunos proveedores afirman que las transacciones pueden ser casi dos veces más rápido que una caja convencional, el crédito, tarjeta de débito o de compra. Además, ciertas investigaciones indican que los consumidores tienden a gastar más dinero debido a la facilidad de las pequeñas transacciones. MasterCard Canadá afirma que ha registrado "un 25 por ciento" de aumento del gasto por los usuarios de su marca PayPass tarjetas de crédito con identificación por radiofrecuencia.